# LA Chill
Peter QSA, ook tijdlang LA Chill geheten, is een radioprogramma dat van 1 november 2014 tot 17 december 2017 werd uitgezonden op Qmusic. Het werd rechtstreeks gepresenteerd door Peter Verhoeven vanuit de Verenigde Staten, meer bepaald Los Angeles.

## Achtergrond
Peter Verhoeven presenteerde vanaf 2011 het vrijdagavondprogramma Que Pasa, tot dit na de zomer van 2014 plotseling uit de ether verdween. De weken daarop maakte Verhoeven via de sociale media duidelijk dat hij zich inmiddels in Los Angeles bevond en er aan een radioproject werkte. Eind oktober 2014 werd bekendgemaakt dat Verhoeven definitief naar Los Angeles was verhuisd en er een volwaardige homestudio had gebouwd, van waaruit hij voor Q-music een weekendprogramma zou gaan maken. Vanaf 1 november 2014 was hij iedere zaterdag- en zondagavond te horen met dit programma, dat de toepasselijke naam Peter QSA (een woordspeling op USA) kreeg.
Na een zomerstop in 2015, keerde het programma in het najaar terug onder een nieuwe naam: LA Chill. Sindsdien werd het enkel nog op zondagavond uitgezonden, maar is de zendtijd wel verlengd. Inhoudelijk en vormelijk bleef het programma bij deze overgang quasi hetzelfde, al werd wel gekozen voor meer rustige muziek.
Na de zomerstop van 2016 keerde het programma weer terug onder de oorspronkelijke noemer Peter QSA, met opnieuw een uitzending van drie uur lang op zowel zaterdag- als zondagavond. Op zondag 17 december 2017 werd het programma voor het laatst uitgezonden.

## Format
Het programma was voornamelijk opgezet om (showbizz)nieuws vanuit de Verenigde Staten tot bij de Vlaamse luisteraar te brengen. Vaak werd er tijdens de uitzending contact gelegd met Vlamingen die in de Verenigde Staten woonden of werkten, of er iets verwezenlijkt hadden. Er kwamen ook geregeld Bekende Vlamingen langs in de studio. Daarnaast waren er telefoongesprekken met luisteraars, veelal over hun weekendactiviteiten.
Tussen de gesprekken en vaste programmarubrieken door, werd voornamelijk (nieuwe) muziek gedraaid die op dat moment in de Verenigde Staten werd gesmaakt. Op zaterdag was er geregeld ook ruimte voor elektronische dansmuziek in de vorm van remixes en mash-ups, terwijl de muziekkeuze op zondag doorgaans - op aangeven van Qmusic - iets rustiger was. Het spelen van de popnummers uit de reguliere speellijsten van Qmusic, werd hoe dan ook tot een minimum beperkt.
Tijdens de zaterdagavonduitzendingen van november 2014 tot juni 2015 werd het laatste uur steevast ingevuld door een dj-set vanop locatie in Vlaanderen.

## Vaste rubrieken
- Kristien Morato (november 2014 - december 2017): journaliste Kristien Morato, die woont en werkt in de VS, bespreekt het belangrijkste showbizznieuws uit de VS en heeft het over haar interviews met bekende acteurs.
- Serge De Marre (november 2014 - september 2015): (voormalig) Q-dj Serge De Marre, die nu woont en werkt in de VS, vertelt een onvoorstelbaar verhaal vanop Amerikaanse bodem. De luisteraar die als eerste correct kan inschatten of Serge de waarheid sprak, wint tien filmtickets.
- Greet Ramaekers (november 2014 - juni 2015): journaliste Greet Ramaekers, die woont en werkt in de VS, bespreekt drie films die aanstaande woensdag in Vlaanderen in de bioscoop verschijnen.
- Astrid Roelants (november 2014 - juni 2015): zangeres Astrid Roelants (ook bekend als Ameerah), die woont en werkt in de VS, bespreekt het belangrijkste nieuws uit de (Amerikaanse) muziekindustrie.
- Cook a meal (november 2014 - juni 2015): foodblogger Amylia De Schepper tracht Peter Verhoeven te overtuigen terug te keren naar België, door tegenover de stereotiepe Amerikaanse fastfoodproducten een van haar smakelijke recepten uit de doeken te doen.

## Technische realisatie
In tegenstelling tot wat tot dan toe gebruikelijk was in het Belgische landelijke radiolandschap, stond Peter Verhoeven eigenhandig in voor de volledige realisatie van het radioprogramma. Hij deed immers de presentatie, de redactie, de radiotechniek en de beeldregie. Verhoeven stelde telkens zelf de muziekmix samen en beheerde ook zelf de beeldkeuze die simultaan via de videokanalen van Qmusic werd vertoond. De gewoonlijke camerabeelden vanuit de studio, werden door hem afgewisseld met livebeelden vanuit diverse plekken in Los Angeles, met YouTube-video's en met videoclips van de muziek die op dat moment in de ether te horen was. Ook werden er geregeld - veelal in het kader van een vaste programmarubriek - Skype-videogesprekken live in beeld getoond.

## Trivia
- Tijdens de nacht van 22 op 23 februari 2015 werd van 22 uur tot 6 uur onder de titel Peter QSA: Oscar Night een extra lange uitzending gemaakt die volledig in het teken stond van de Amerikaanse filmprijzen die op dat moment werden uitgereikt. Ook het daaropvolgende jaar was er een soortgelijke Oscar-uitzending, tijdens de nacht van 28 op 29 februari 2016, vanaf middernacht tot 6 uur.
- Hoewel de omvorming van Peter QSA naar LA Chill al inging op 6 september 2015, werd de benaming LA Chill pas in de ether gebruikt sinds 27 september 2015. De uitzendingen op 6, 13 en 20 september 2015 werden in de ether gewoon als Peter Verhoeven benoemd.
- Het stopzetten van Peter QSA betekende het einde van de meer dan 16 jaar lange carrière van Peter Verhoeven bij Qmusic. Hij presenteerde de weken nadien enkel nog twee weken lang een vervangprogramma tijdens de kerstvakantie, om uiteindelijk afscheid te nemen in de nacht van 5 op 6 januari 2018.